# Absolute Games
Absolute Games est un site web russophone créé le 3 avril 1998 consacré aux jeux vidéo. Il s'agit de l'un des plus anciens sites de Runet. Il a été fondé par Viatcheslav Golovanov et Andreï Chevtchenko.

## Histoire
Le 15 décembre 2011, le site est racheté par la société Rambler

## Popularité
En 2005, le site a été classé 17ème site le plus influent lors de la remise des prix Runet.